# Punta della Dogana
La Punta della Dogana (« Pointe de la Douane ») est un musée d'art situé dans les anciennes douanes (« Dogana da Mar » : « douanes de mer ») de Venise. Elle jouxte la basilique Santa Maria della Salute de Venise. La « pointe » désigne également la zone triangulaire de Venise, où le Grand Canal rejoint le canal de la Giudecca, à l'extrémité du quartier de Dorsoduro.

## Histoire
La Dogana da mar était au XVe siècle un mirador et un bureau de douane où les bateaux devaient s'amarrer avant de continuer vers le Rialto, centre commercial de la ville. À l'époque, une chaîne barrait le canal en s'étirant entre des tours de part et d'autre du canal.
Construit entre 1677 et 1682 par Giuseppe Benoni, le Bureau de douane est surmonté par une sphère d'or portant une statue de Fortune qui sert de girouette. Au début du canal de la Giudecca et à proximité du point douanier, se trouvaient les entrepôts des magasins de sel, matière première utilisée pour préserver les produits alimentaires.
Désaffecté, le lieu a subi plusieurs rénovations, notamment en 1838 par l'architecte italien Alvise Pigazzi et en 2009 par l'architecte japonais Tadao Andō grâce au soutien financier de François Pinault, les travaux étant photographiés par Graziano Arici . Ce dernier a remporté un concours de la ville et signé une convention de partenariat pour utiliser le bâtiment pour 33 ans afin d'y exposer une partie des œuvres de la collection Pinault. Il complète ainsi le palais Grassi en tant que lieu d'exposition de la collection Pinault.

## Conception de la rénovation
Le projet de l'architecte Tadao Andō est choisi pour la restauration du site. Soucieux de respecter les contraintes de conservation des monuments historiques et de leur mise en valeur, Andō s'attache à faire ressortir l'originalité du bâtiment en révélant les murs de briques et les fermes en bois qui soutiennent les toitures. Il y intègre néanmoins un élément contemporain, un cube de béton pleine hauteur qui sert de point central à toutes les allées du bâtiment. Le béton est un de matériaux privilégiés d'Andō.

## Expositions
En juin 2009, la Punta della Dogana rouvre ses portes au public et depuis présente des expositions temporaires de la Collection Pinault :
- Mapping the Studio: Artists from the François Pinault Collection, commissaires : Francesco Bonami et Alison Gingeras. Présentée à la Punta della Dogana et au Palazzo Grassi. Juin 2009 – avril 2011
- Éloge du doute, commissaire : Caroline Bourgeois, avril 2011 – mars 2013
- Prima Materia, commissaires : Caroline Bourgeois et Michael Govan, mai 2013 – février 2015
- Slip of the Tongue, commissaires : Danh Vo en collaboration avec Caroline Bourgeois, avril 2015 – janvier 2016
- Accrochage, commissaire : Caroline Bourgeois, avril 2016 – novembre 2016
- Treasures from the Wreck of the Unbelievable. Damien Hirst, commissaire : Elena Geuna. Présentée à la Punta della Dogana et au Palazzo Grassi. Avril 2017 – décembre 2017
- Dancing with Myself, commissaires : Martin Bethenod et Florian Ebner, avril 2018 – décembre 2018
- Luogo e Segni, commissaires : Mouna Mekouar et Martin Bethenod, mars 2019 – décembre 2019

## Galerie

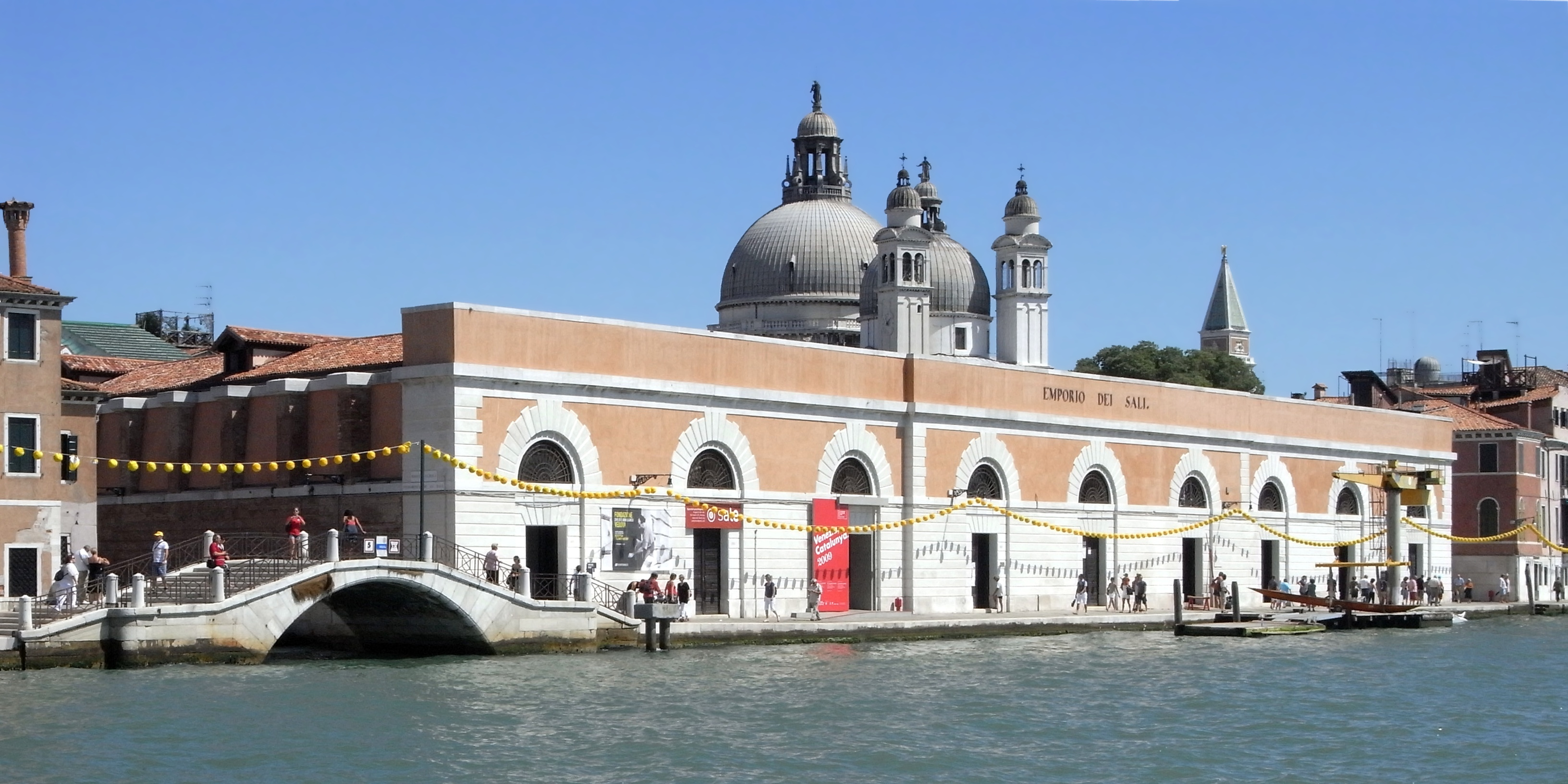
Les Magazzini del Sale, vastes entrepôts du sel.
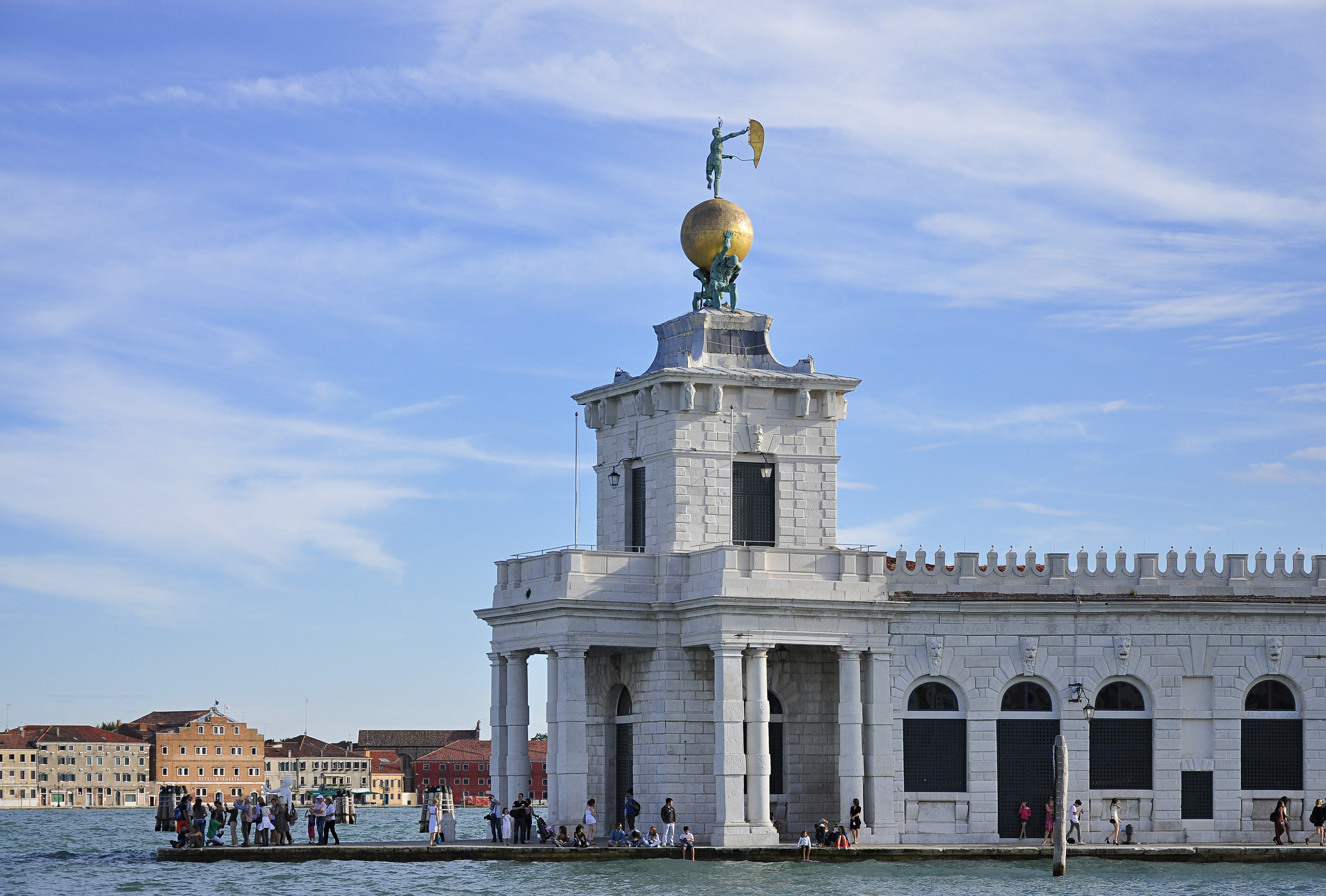
Sur le bâtiment, des Atlas représentant la suprématie de la république de Venise avec Fortune de Giuseppe Benoni.
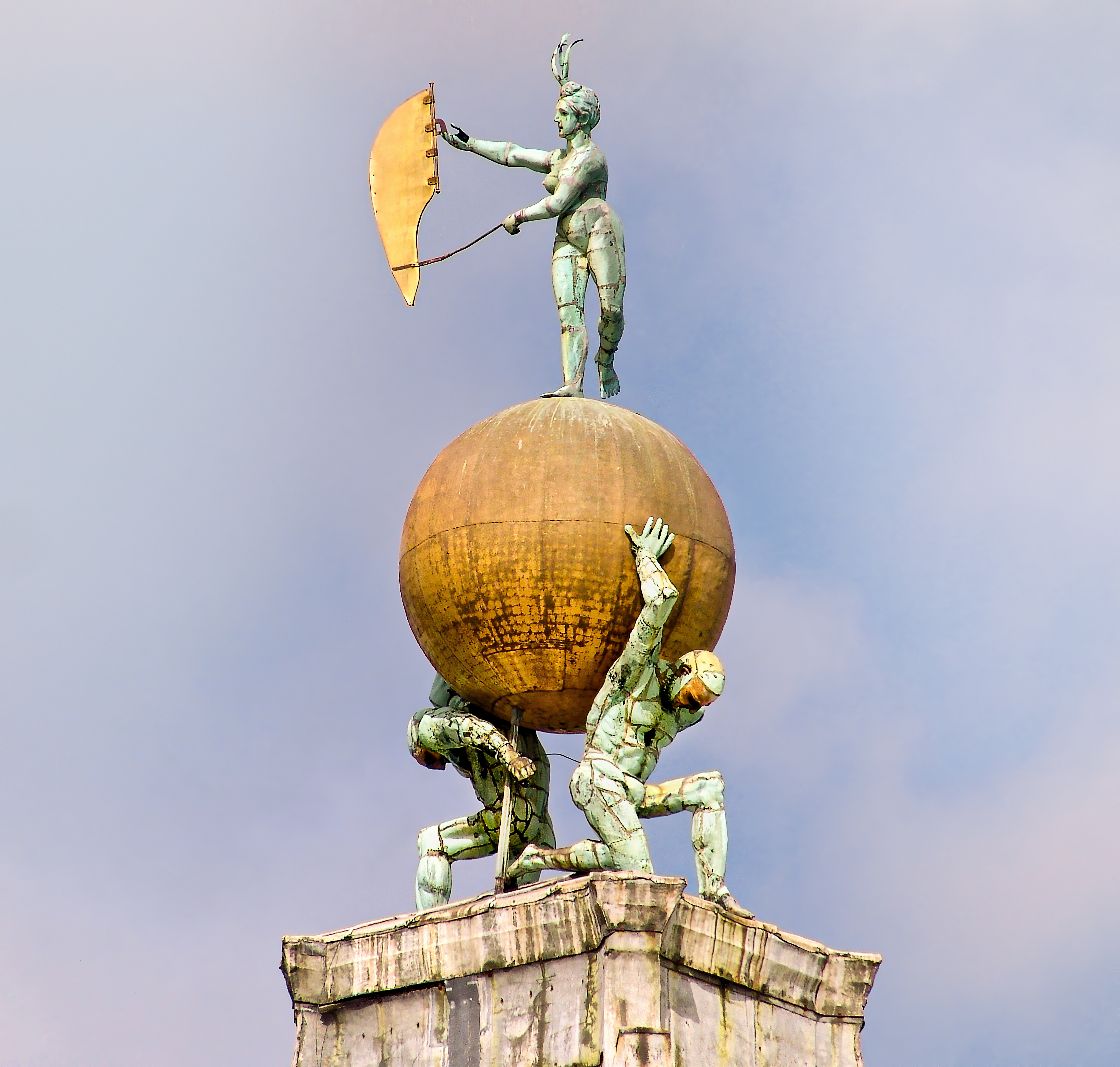
La Palla d'Oro avec la statue de Fortune.
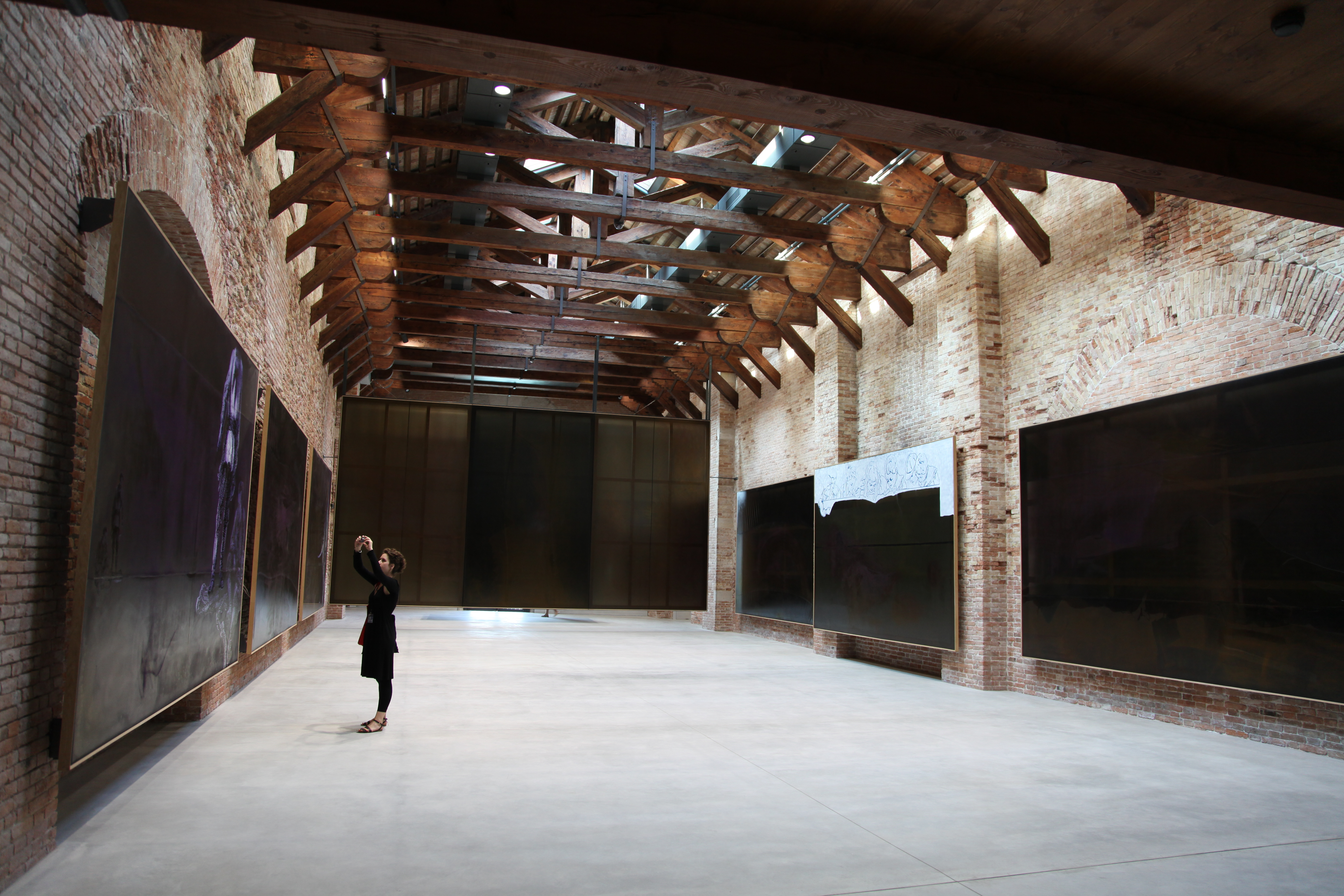
Intérieur du bâtiment.
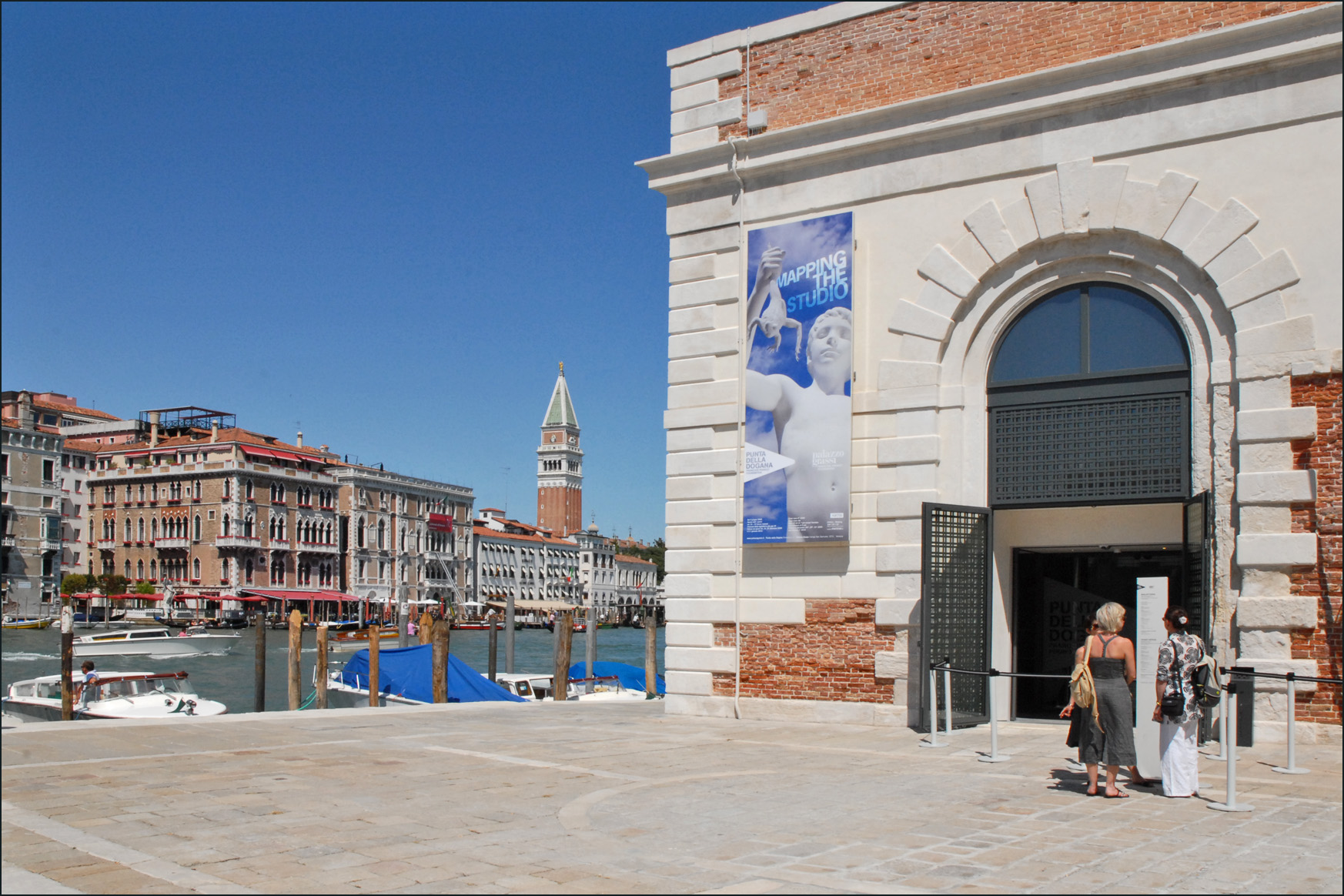
Entrée du musée.

## Représentations
Les peintres de vedute du XVIIIe siècle Canaletto et plus tard Francesco Guardi l'ont représentée à plusieurs reprises. Le peintre anglais de paysage William Turner pris leur suite au XIXe siècle dans La Dogana, San Giorgio et Zitelle, depuis les marches de l'Europe qu'il exposa en 1842.

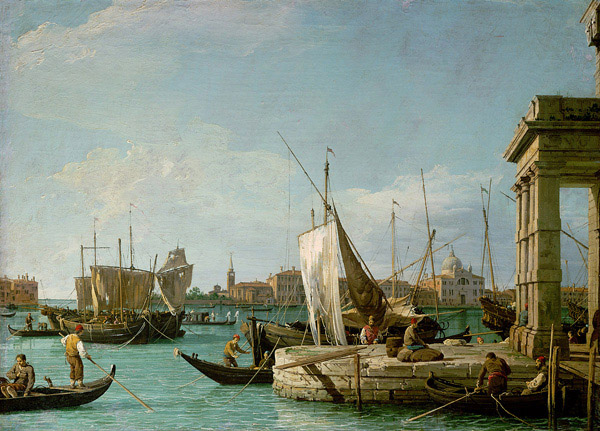
La Punta della Dogana, 1724-1730 par Canaletto Kunsthistorisches Museum
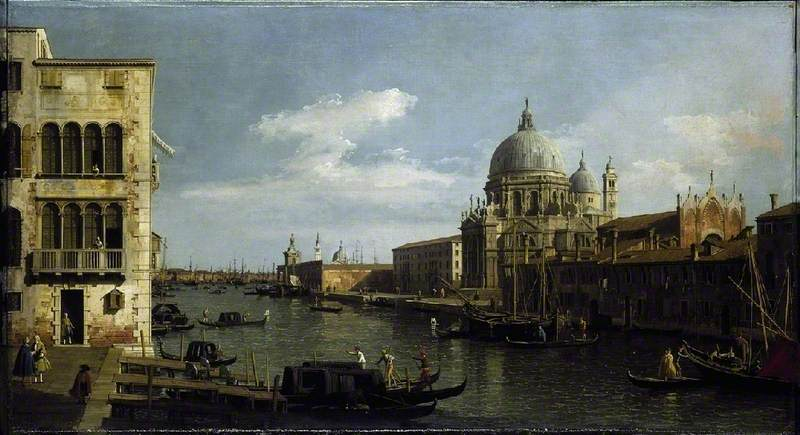
Santa Maria della Salute et les douanes vues du Campo Santa Maria Zobenigo, Début des années 1730, par Canaletto Fitzwilliam Museum
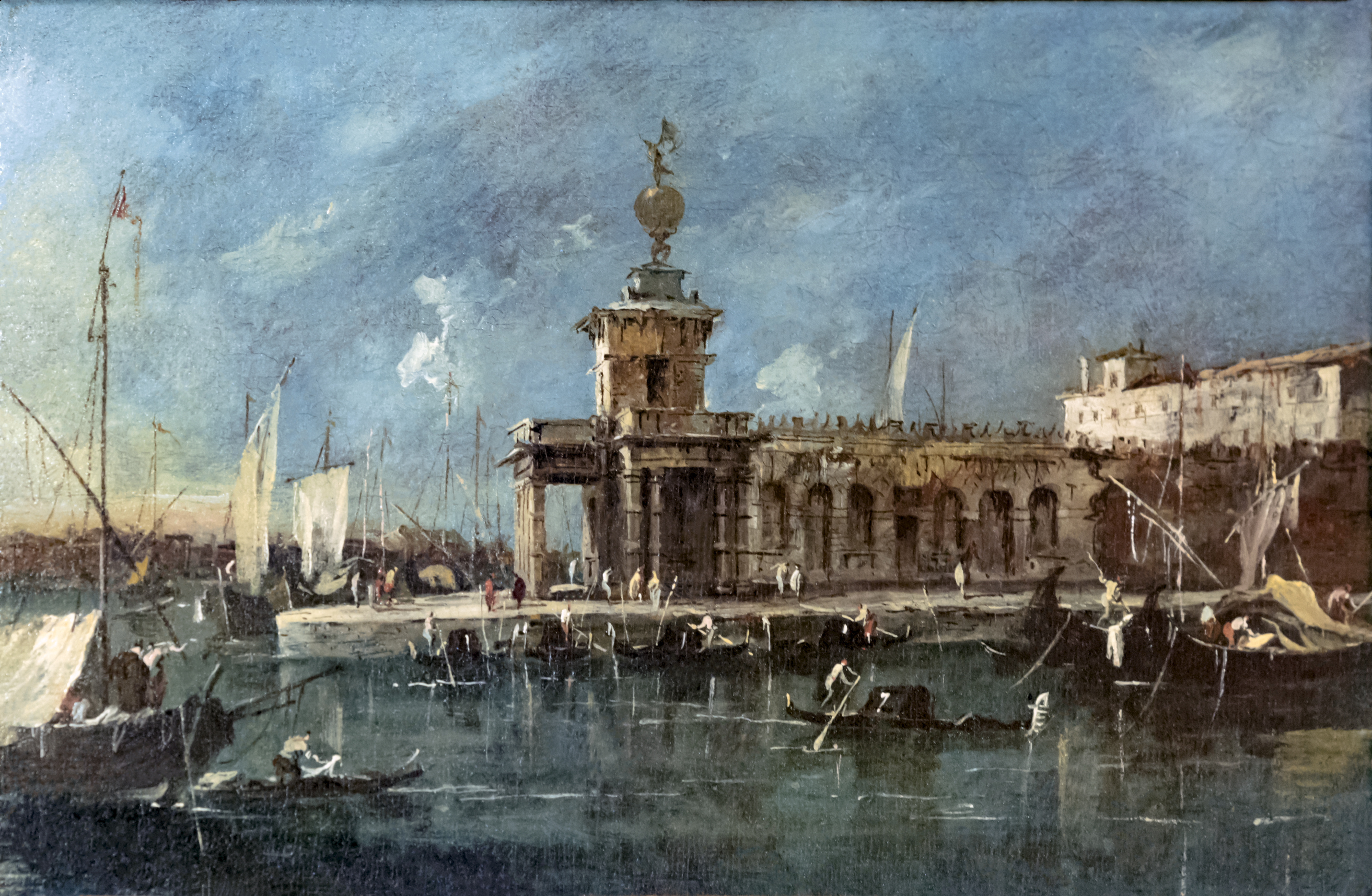
Punta della Dogana, vers 1765 de Francesco Guardi Fondation Bemberg
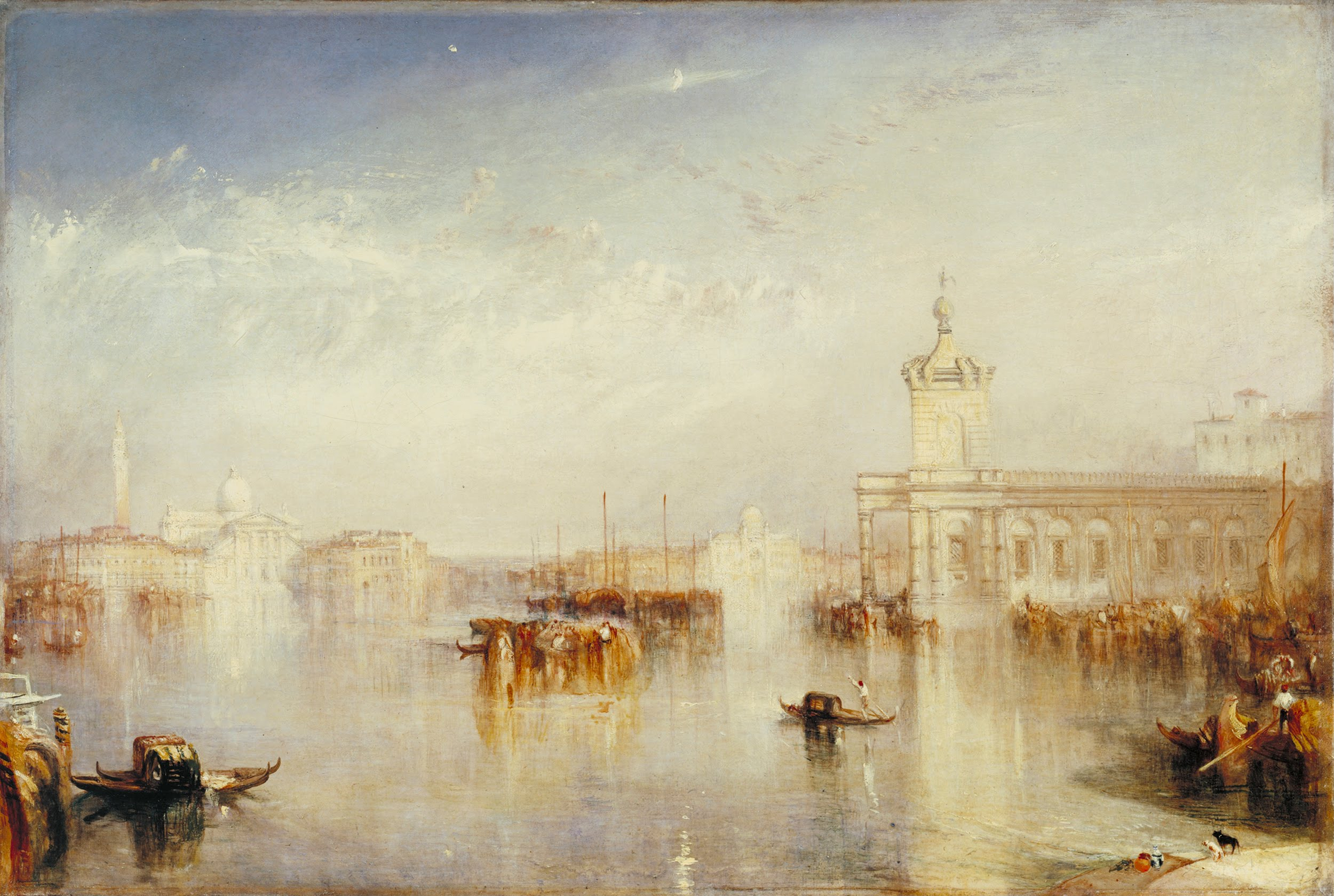
La Dogana, San Giorgio Zitelle, depuis les marches de l'Europe William Turner, 1842 Tate Britain, Londres
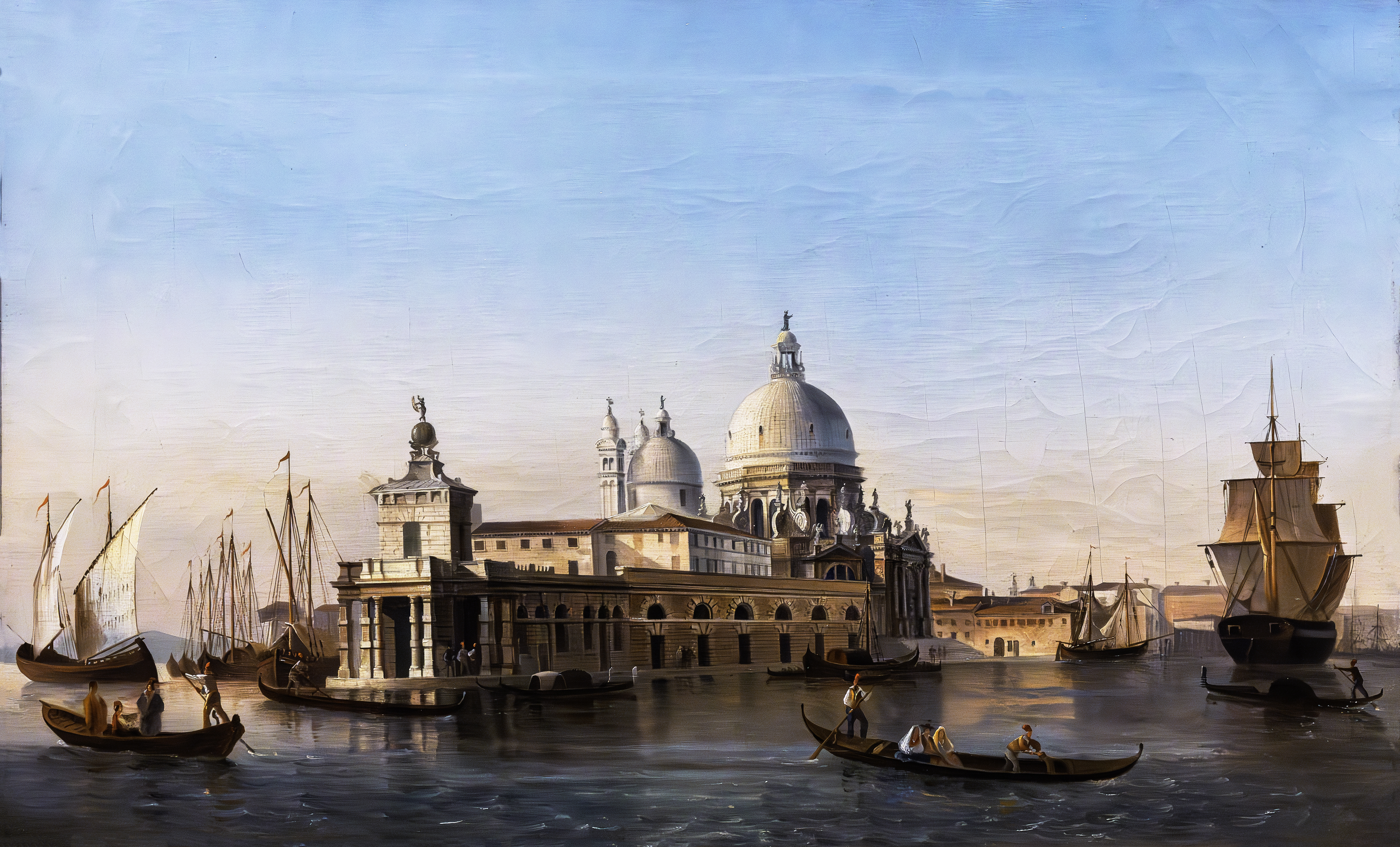
La pointe de la douane et l'église de la Salute par Giovanni Melan, 1854, Musée Bailo à Trévise